# Comté de Dawson (Montana)
Pour les articles homonymes, voir Comté de Dawson.
Le comté de Dawson est un des 56 comtés de l’État du Montana, aux États-Unis. En 2010, la population était de 8 966 habitants. Son siège est Glendive. Il a été fondé en 1870.

## Géolocalisation
|                 | Comté de Richland |                 |
| Comté de McCone | Comté de Dawson   | Comté de Wibaux |
|                 | Comté de Prairie  |                 |

## Principales villes
- Glendive
- Richey